# Kishi Takahide
Takahide Kishi (sinh ngày 28 tháng 4 năm 1987) là một cầu thủ bóng đá người Nhật Bản.

## Sự nghiệp câu lạc bộ
Takahide Kishi đã từng chơi cho Vissel Kobe và Gainare Tottori.